# Гуково
Гуково (рус. Гуково) град је у Русији у Ростовској области. Према попису становништва из 2010. у граду је живело 67.268 становника.

## Становништво
Према прелиминарним подацима са пописа, у граду је 2010. живело 67.268 становника, 620 (0,93%) више него 2002.
| 1939. | 1959.  | 1970.  | 1979.  | 1989.  | 2002.  | 2010.  |
| ----- | ------ | ------ | ------ | ------ | ------ | ------ |
| 8.837 | 52.969 | 65.105 | 68.080 | 67.336 | 66.648 | 67.278 |